# Дослідження сексу
«Дослідження сексу» (англ. Investigating Sex) — комедійний фільм 2001 року.

## Сюжет
20-і роки. Вирішивши дослідити природу сексу, група молодих, позбавлених забобонів людей, наймає двох стенографісток для запису своїх сексуальних фантазій. Поступово грань між професійними і особистими відносинами стирається, а герої потрапляють у ситуації, де різниця між дозволеним і недозволеним — порожня умовність.